# Bisdom Sicuani
Het bisdom Sicuani (Latijn: Dioecesis Sicuanensis) is een rooms-katholiek bisdom met als zetel Sicuani, in Peru. Het bisdom is suffragaan aan het aartsbisdom Cuzco. 

## Geschiedenis
Het bisdom werd opgericht op 10 januari 1959, als de territoriale prelatuur Sicuani, uit delen van het aartsbisdom Cuzco. Op 29 september 2020 werd het verheven tot bisdom. 

## Parochies
Het bisdom had in 2020 een oppervlakte van 19.879 km2 en telde 265.148 inwoners waarvan 86,3% rooms-katholiek was.

## Ordinarii

### Prelaten
- Nevin William Hayes (10 januari 1959 - 7 november 1970)
  - Alban Quinn (apostolisch administrator: 12 juli 1971 - juli 1999)
- Miguel La Fay Bardi (26 juli 1999 - 10 juli 2013)

### Bisschoppen
- Pedro Alberto Bustamante López (10 juli 2013 - heden)

Cuzco (aartsbisdom) · Abancay · Chuquibambilla (territoriale prelatuur) · Sicuani